# Royal Borough of Windsor and Maidenhead
Royal Borough of Windsor and Maidenhead er en kommune i Berkshire i det sydøstlige England.
Kommunen blev oprettet i 1974, og den blev en Enhedslig myndighed i 1998.

## Seværdigheder i kommunen
Kommunen er kendt for det kongelige slot Windsor Castle ved Themsen.
Andre seværdigheder i kommunen:
- Kostskolen Eton College.
- Legoland Windsor er det andet Legoland (det første var Legoland Billund Resort i Danmark).
- Ascot Racecourse.
- Sunninghill House officiel residens for Prins Andrew af Storbritannien i 1990-2004.

## Byer i kommunen
- Maidenhead med 78.000 indbyggere (i 2001) er administrationsby.
- Windsor med 26.885 indbyggere (i 2001)
- Ascot (og Sunninghill) med 11.603 indbyggere (i 2001)
- Eton med 4.980 indbyggere (i 2001)

51°28′00″N 0°40′00″V / 51.4667°N 0.6667°V